# Hontes

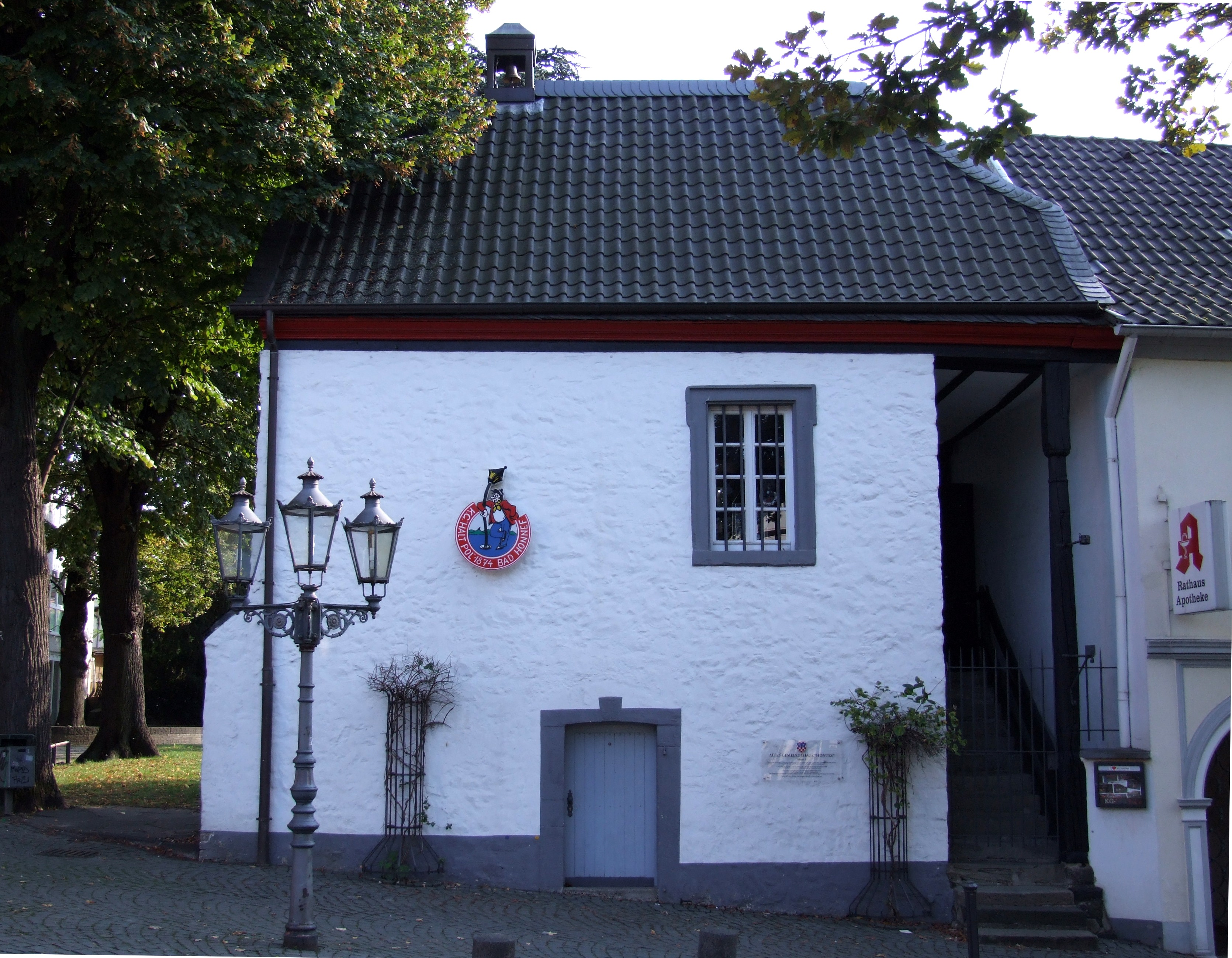
Hontes (2008)

Das Hontes ist das älteste profane Gebäude von Bad Honnef, einer Stadt im nordrhein-westfälischen Rhein-Sieg-Kreis. Es steht am Markt (Hausnummer 9), unmittelbar westlich der Pfarrkirche St. Johann Baptist und gegenüber dem Alten Rathaus.
Die Grundmauern des Gebäudes werden auf das Mittelalter datiert. Laut einer ersten urkundlichen Erwähnung im Jahre 1627 diente es als Gefängnis und war zuvor „Zwinger für die Jagdmeute der Herren von Löwenburg“. 1722 erfolgte ein Umbau des Gebäudes, 1732/33 taucht es als „Hundthaussgen“ in einer Rechnung des Amtes Löwenburg auf. Das Hontes diente dem in Honnef ansässigen Hauptgericht des Amtes noch bis 1800 als Gewahrsam und war als Gerichtsort bis Anfang des 19. Jahrhunderts auch das Gemeindehaus von Honnef. Nach der Wiedergewinnung der kommunalen Selbstständigkeit Honnefs im Jahre 1862 tagte der Gemeinderat zunächst im Hontes. Ostern 1899 wurde hier eine Höhere Städtische Knabenschule (heutiges Siebengebirgsgymnasium) eingerichtet, die bereits 1900 eine andere Unterkunft erhielt. In der Zeit des Nationalsozialismus diente es ab Anfang 1934 als örtliches Heim des Jungvolks, die Einweihung erfolgte am 15. Januar. Im Zweiten Weltkrieg wurde das Gebäude als militärisches Arrestlokal genutzt. Später wurde das Hontes Heimstätte verschiedener Ortsvereine und war nach einer erfolgten Renovierung seit 1997 an die KG Halt Pol 1874 Bad Honnef e.V. verpachtet, welche es im Februar 2014 von der Stadt erwarb.

„In dem Namen ‚Hontes‘ lebt vielleicht, nach anderen mißglückten Deutungsversuchen, ein letzter sprachlicher Rest des fränkischen ‚Huntdings‘ (=Hundertschaftsgerichtes), das wir für Honnef als Gerichtsort, später Sitz des Hauptgerichts, auch schon in fränkischer Zeit vermuten dürfen.“

Das Hontes ist ein zweigeschossiger barocker Steinbau mit Krüppelwalmdach auf einem Grundriss von 6 mal 8 Metern. Eine überdachte Freitreppe führt zum Obergeschoss, das aus Fachwerk besteht. Das höhere Untergeschoss weist ein Tonnengewölbe auf. Unterhalb und durch eine Bodenluke erreichbar befindet sich der als „Lochgefängnis“ bezeichnete Keller. Zwei Schießscharten wurden im Jahr 1998 freigelegt. Das Hontes steht als Baudenkmal unter Denkmalschutz, die Eintragung in die Denkmalliste der Stadt Bad Honnef erfolgte am 27. November 1986.